# Sastavi momčadi na EP u vaterpolu 2010.
Sastavi momčadi na EP u vaterpolu 2010. godine u Zagrebu.

## Skupina A

### Crna Gora
| Ime i prezime      | Klub                 |
| ------------------ | -------------------- |
| Damjan Danilović   | Budva                |
| Vladimir Gojković  | Jadran (Herceg Novi) |
| Aleksandar Ivović  | Pro Recco            |
| Mlađan Janović     | Savona               |
| Nikola Janović     | Jadran (Herceg Novi) |
| Predrag Jokić      | Budva                |
| Vjekoslav Pasković | Budva                |
| Antonio Petrović   | Primorac             |
| Zdravko Radić      | Primorac             |
| Denis Šefik        | bez kluba            |
| Milan Tičić        | Budva                |
| Nikola Vukčević    | Budva                |
| Boris Zloković     | Pro Recco            |
| Petar Porobić      |                      |

### Hrvatska
| Ime i prezime   | Klub       |
| --------------- | ---------- |
| Samir Barać     | Primorje   |
| Miho Bošković   | Teva Vasas |
| Ivan Buljubašić | Mladost    |
| Damir Burić     | Pro Recco  |
| Andro Bušlje    | Jug        |
| Nikša Dobud     | Jug        |
| Igor Hinić      | Mladost    |
| Maro Joković    | Jug        |
| Frano Karač     | Mladost    |
| Petar Muslim    | Mladost    |
| Paulo Obradović | Jug        |
| Josip Pavić     | Mladost    |
| Sandro Sukno    | Jug        |
| Ratko Rudić     |            |

### Italija
| Ime i prezime       | Klub      |
| ------------------- | --------- |
| Matteo Aicardi      | Savona    |
| Zeno Bertoli        | Posillipo |
| Arnaldo Deserti     | Bogliasco |
| Maurizio Felugo     | Pro Recco |
| Pietro Figlioli     | Pro Recco |
| Denni Fiorentini    | Savona    |
| Valentino Gallo     | Savona    |
| Massimo Giacoppo    | Savona    |
| Niccolò Gitto       | Brescia   |
| Stefano Luongo      | Sori      |
| Giacomo Pastorino   | Savona    |
| Christian Presciuti | Brescia   |
| Stefano Tempesti    | Pro Recco |
| Alessandro Campagna |           |

### Rumunjska
| Ime i prezime    | Klub                  |
| ---------------- | --------------------- |
| Andrei Busila    | Szeged                |
| Mihnea Chioveanu | Oradea                |
| Andrei Cretu     | Oradea                |
| Nicolae Diaconu  | Oradea                |
| Mihai Dragusin   | Steaua                |
| Ramiro Georgescu | Szolnoki VS           |
| Alexandru Ghiban | Steaua                |
| Andrei Iosep     | Havarra               |
| Kalman Kadar     | Oradea                |
| Alexandru Matei  | Dinamo (Bukurešt)     |
| Tiberiu Negrean  | Oradea                |
| Cosmin Radu      | Rari Nantes Florentia |
| Dragos Stoenescu | Dinamo (Bukurešt)     |
| Istvan Kovacs    |                       |

### Španjolska
| Ime i prezime          | Klub           |
| ---------------------- | -------------- |
| Inaki Aguilar          | Barcelona      |
| Albert Español         | Barceloneta    |
| Ivan Gallego           | Terrassa       |
| Mario García Rodríguez | Alcorcon Arena |
| Xavier Garcia          | Barceloneta    |
| Daniel Lopez           | Barceloneta    |
| Blai Mallarach         | Barcelona      |
| David Martin           | Barceloneta    |
| Marc Minguell          | Barceloneta    |
| Guillermo Molina       | Brescia        |
| Felipe Perrone         | Savona         |
| Balazs Szirany         | Barcelona      |
| Xavier Valles          | Barceloneta    |
| Rafael Aguilar         |                |

### Turska
| Ime i prezime   | Klub |
| --------------- | ---- |
| Tarkan Guveli   | ASSK |
| Can Guven       | HSSK |
| Serdar Hakyemez | ASSK |
| Yigithan Hantal | IYIK |
| Oytun Okman     | GS   |
| Atila Sezzer    | IYIK |
| Anil Sonmez     | HSSK |
| Sinan Turunc    |      |

## Skupina B

### Srbija
| Ime i prezime      | Klub      |
| ------------------ | --------- |
| Milan Aleksić      | Partizan  |
| Marko Avramović    | Partizan  |
| Filip Filipović    | Pro Recco |
| Živko Gocić        | Partizan  |
| Stefan Mitrović    | Partizan  |
| Slobodan Nikić     | Pro Recco |
| Duško Pijetlović   | Partizan  |
| Gojko Pijetlović   | Budva     |
| Andrija Prlainović | Partizan  |
| Nikola Rađen       | Partizan  |
| Slobodan Soro      | Partizan  |
| Vanja Udovičić     | bez kluba |
| Boris Vapnenski    | Vojvodina |
| Dejan Udovičić     |           |

### Mađarska
| Ime i prezime       | Klub                  |
| ------------------- | --------------------- |
| Péter Biros         | Eger                  |
| Erik Bundschuh      | Eger                  |
| Balazs Harai        | Honvéd                |
| Norbert Hosnyanszky | Rari Nantes Florentia |
| Gabor Kis           | Eger                  |
| Norbert Madaras     | Pro Recco             |
| Viktor Nagy         | Teva Vasas            |
| Zoltan Szecsi       | Eger                  |
| Marton Szivos       | Honvéd                |
| Bela Torok          | Szeged                |
| Marton Vamos        | KS/SE                 |
| Daniel Varga        | Primorje              |
| Denes Varga         | Primorje              |
| Denes Kemeny        |                       |

### Njemačka
| Ime i prezime         | Klub               |
| --------------------- | ------------------ |
| Erik Bukowski         | Spandau 04         |
| Roger Kong            | Spandau 04         |
| Tobias Kreuzmann      | Duisburg           |
| Florian Naroska       | Spandau 04         |
| Moritz Oeler          | Spandau 04         |
| Marc Politze          | Posillipo          |
| Julian Real           | Duisburg           |
| Sven Roessing         | Bayer Uerdingen 08 |
| Andreas Schlotterbeck | Spandau 04         |
| Fabian Schroedter     | Spandau 04         |
| Paul Schueler         | Duisburg           |
| Marko Stamm           | Spandau 04         |
| Alexander Tchigir     | Spandau 04         |
| Hagen Stamm           |                    |

### Grčka
| Ime i prezime              | Klub        |
| -------------------------- | ----------- |
| Christos Afroudakis        | Olympiakos  |
| Evangelos Delakas          | Olympiakos  |
| Ioannis Fountoulis         | Olympiakos  |
| Konstadinos Galanidis      | Panionios   |
| Alexandros Evgenios Gounas | Vouliagmeni |
| Christodoulos Kolomvos     | Patras      |
| Andreas Miralis            | Panionios   |
| Dimitrios Miteloudis       | bez kluba   |
| Emmanouil Mylonakis        | Olympiakos  |
| Konstantinos Mourikis      | Panionios   |
| Georgios Ntoskas           | Olympiakos  |
| Panagiotis Papadogkonas    | Panionios   |
| Kostas Tsalkanis           | Vouliagmeni |
| Anastasios Doumpas         |             |

### Rusija
| Ime i prezime          | Klub                |
| ---------------------- | ------------------- |
| Aleksej Agarkov        | Spartak (Volgograd) |
| Dmitri Antipov         | Dinamo (Moskva)     |
| Vladimir Basik         | Sintez              |
| Dmitri Dugin           | Cagliari            |
| Pavel Kalturin         | Spartak (Volgograd) |
| Sergej Lisunov         | Spartak (Volgograd) |
| Kiril Novoksenov       | Dinamo (Moskva)     |
| Egor Rastorguev        | Dinamo (Moskva)     |
| Aleksej Rižov-Aleničev | Šturm 2002          |
| Dmitri Stratan         | Šturm 2002          |
| Vitali Jurčik          | Spartak (Volgograd) |
| Marat Zakirov          | Sintez              |
| Jurij Zeltovskij       | Šturm 2002          |
| Vječeslav Sobčenko     |                     |

### Makedonija
| Ime i prezime      | Klub        |
| ------------------ | ----------- |
| Danijel Benić      | Rabotnički  |
| Nenad Bosančić     | Rabotnički  |
| Edi Brkić          | Šibenik     |
| Zdravko Delaš      | Lazio       |
| Dimitar Dimovski   | Rabotnički  |
| Blagoje Ivović     | Barceloneta |
| Bojan Janevski     | Rabotnički  |
| Vladimir Krečković | Rabotnički  |
| Vladimir Latković  | Rabotnički  |
| Dalibor Perčinić   | bez kluba   |
| Nenad Petrović     | bez kluba   |
| Igor Računica      | Koper       |
| Ivan Vuksanović    | bez kluba   |
| Stevan Nonković    |             |